# Karl-Heinz Schramm
Karl-Heinz Schramm (* 17. Mai 1935 in Magdeburg; † 5. März 2015) war ein promovierter deutscher Jurist und Richter am Bundesgerichtshof.

## Werdegang
Schramm wurde im Anschluss an seine juristische Ausbildung, die er nach dem Studium der Rechtswissenschaft an der Ludwig-Maximilians-Universität München und der Referendarzeit in München mit dem zweiten Staatsexamen 1964 abschloss, im selben Jahr in den bayerischen Justizdienst übernommen. Er war im Bayerischen Staatsministerium der Justiz und bei der Staatsanwaltschaft tätig, bevor ihm 1968 seine erste richterliche Planstelle als Amtsgerichtsrat beim Amtsgericht München übertragen wurde. Von 1970 bis 1988 war er – unterbrochen durch eine einjährige Tätigkeit als Vorsitzender Richter einer Kammer für Handelssachen am Landgericht München I – erneut im Staatsministerium der Justiz tätig, seit Juni 1975 als Referent in der Haushaltsabteilung, zunächst als Ministerialrat, seit Juli 1985 als Leitender Ministerialrat. Im Februar 1988 folgte seine Ernennung zum Richter am Bayerischen Obersten Landesgericht. Zum Richter am Bundesgerichtshof wurde er im Juli 1988 ernannt. Er gehörte dem damals neu gebildeten, für das Bankrecht zuständigen XI. Zivilsenat an, dessen Rechtsprechung er von den ersten Tagen an mitgestaltet hat. Im Mai 2000 trat Schramm in den Ruhestand. Er lebte im oberbayerischen Weßling.

## Veröffentlichungen
Wissenschaftlich war Schramm u. a. durch seine Kommentierung der §§ 164 bis 185 BGB (Vertretung, Vollmacht, Einwilligung, Genehmigung) im Münchener Kommentar zum Bürgerlichen Gesetzbuch hervorgetreten, die er mit der 3. Auflage des Werks übernommen hat, ferner durch seinen Beitrag zur „Vertretungs- und Verfügungsmacht über das Konto“ im Bankrechtshandbuch (hrsg. von Herbert Schimansky/Hermann-Josef Bunte/Hans-Jürgen Lwowski).